# Jaani (Saaremaa)
Koordinaten: 58° 37′ N, 22° 55′ O
Jaani (deutsch St. Johannis) ist ein Dorf (estnisch küla) auf der größten estnischen Insel Saaremaa. Es gehört zur Landgemeinde Saaremaa (bis 2017: Landgemeinde Orissaare) im Kreis Saare.

## Einwohnerschaft und Lage
Das Dorf hat fünfzehn Einwohner (Stand 31. Dezember 2011). Es liegt direkt an der Nordost-Küste der Insel Saaremaa an der Ostsee, 15 Kilometer nordwestlich des Dorfs Orissaare.

## Kirchspiel
Der Ort mit seiner Kirche und seinem Pastorat war bis in die Neuzeit Mittelpunkt des gleichnamigen Kirchspiels (Jaani kihelkond).
1438 wurde das Hospital des Deutschen Ordens für Aussätzige, der sogenannte „Spittelhof“, von Pidula nach Jaani verlegt. Es wurde in der ersten Hälfte des 18. Jahrhunderts aufgelöst. Aus den Räumen des Hospitals entstand das Pastorat. Im Mittelalter wurde am Leprosenhaus eine Kapelle errichtet.
Das 1675 gegründete evangelisch-lutherische Kirchspiel war das jüngste der Insel Saaremaa. Es erhielt seinen Namen nach dem Heiligen Johannes dem Almosengeber, der Anfang des 7. Jahrhunderts Patriarch von Alexandria war. Johannes gilt als Beschützer der Armen und Kranken.

## Kirche

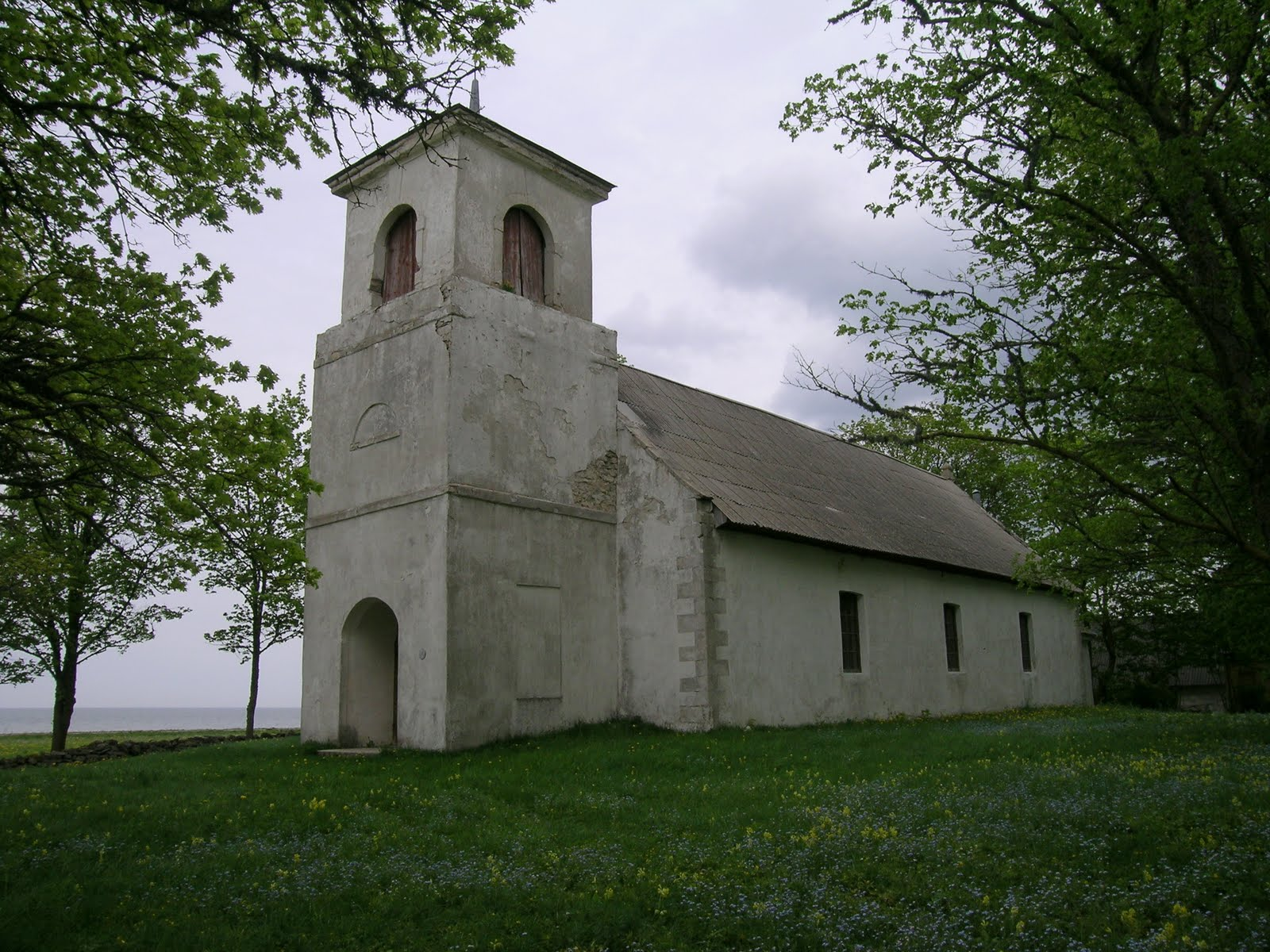
St.-Johannis-Kirche

Das einschiffige Langhaus der barocken Landkirche (Saare Jaani kirik) stammt von 1703. Es ist eines der wenigen Sakralbauten dieser Zeit in Estland. Auf dem Festland tobte ab 1700 der Nordische Krieg. Die evangelisch-lutherische Kirche wurde in unmittelbarer Nähe zur Ostsee errichtet. Sie befindet sich heute auf dem Gebiet des Dorfs Haapsu.
Die barocke Kanzel stammt aus dem 18. Jahrhundert. Die geschnitzten Figuren am Altar sind etwas älteren Datums. Bei beiden handelt es sich um Werke eines Meisters aus Kuressaare. 1745 wurden die ursprünglichen Rundbogenfenster rechteckig umgestaltet. Das gesamte Gotteshaus wurde 1840 umgebaut. Der Turm wurde 1842 nach einem Projekt des Architekten Johann Friedrich Schrader im Stil des Spätklassizismus fertiggestellt. Die Orgel mit ihren vier Registern stammt aus dem Jahr 1890. Ihr Baumeister ist unbekannt.
Mit der Russifizierung im 19. Jahrhundert konvertierte ein großer Teil der örtlichen Gemeinde zur Orthodoxie, so dass die Kirche ihre frühere Bedeutung sowie ihren eigenen Pfarrer verlor.
2007 wurde das Gotteshaus umfassend renoviert.